# Trentepohlia (Trentepohlia) gracilis gracilis
Trentepohlia (Trentepohlia) gracilis gracilis is een ondersoort van de tweevleugelige Trentepohlia (Trentepohlia) gracilis uit de familie steltmuggen (Limoniidae). De ondersoort komt voor in het Afrotropisch gebied.